# 鳞稃雀麦
鳞稃雀麦（学名：Bromus lepidus）为禾本科雀麦属下的一个种。

## 扩展阅读
- 維基物種上的相關：鳞稃雀麦